# Explorer 55
Explorer 55, conocido como AE-E (Atmospheric Explorer E) fue un satélite artificial de la NASA dedicado a la investigación de la atmósfera. Fue lanzado el 20 de noviembre de 1975 mediante un cohete Delta desde Cabo Cañaveral.

## Objetivos
El objetivo de Explorer 55 era estudiar la termosfera y la transferencia de energía en ella y los procesos que contralan esa transferencia. Se realizaron mediciones conjuntamente con Explorer 54.

## Características
Explorer 55 tenía forma de poliedro y se estabilizaba mediante giro. Llevaba un medidor de ultravioletas solares e instrumentos para medir la composición de iones positivos y partículas neutras, su densidad y temperatura. También era capaz de detectar resplandores atmosféricos, medir el espectro de energía de los fotoelectrones y medir el flujo de protones y electrones con energías por encima de 25 keV y disponía de un espectrómetro de retrodispersión de rayos ultravioleta para medir la cantidad de ozono en la atmósfera.
El satélite reentró en la atmósfera el 10 de junio de 1981.